# Muralles Carlines de Castelló de la Plana
Les Muralles Carlines, també anomenades Muralles Guerres Carlines de Castelló, és com es denomina a les restes de la muralla que s'elevava a la ciutat de Castelló de la Plana, a la comarca de la Plana Alta, a la primera meitat del segle xix, possiblement el 1837. Està situada al centre de la ciutat, en l'anomenada plaça de la Muralla Liberal.
Està catalogada, per declaració genèrica, com Bé d'Interès Cultural, presentant anotació ministerial número: RI-51-0008996 i data d'anotació 15 de desembre de 1999, segons consta a la Direcció General de Patrimoni Artístic de la Generalitat Valenciana.

## Descripció històric-artística
Castelló de la Plana va patir setge per part de les forces carlines durant el juliol de 1837, ja que durant les Guerres Carlines Castelló es va mantenir fidel a  Isabel II, per la qual cosa va ser assetjada en repetides ocasions per les tropes del general carlí Ramon Cabrera. Aquest fet va obligar els seus habitants a aixecar unes noves muralles. Un cop passat el perill van ser enderrocades, cap de l'any 1855, però voltes a aixecar durant la Segona Guerra Carlina (1873 - 1874).
Actualment, només queden algunes restes de la muralla que es va aixecar en 1837, sense connexió amb la muralla medieval i presentant fossat, sis portes, així com algunes bateries.
En concret, les restes que queden a la Plaça de la Muralla Lliberal, formaven part de la Bateria del Gas, la qual era un bastió d'artilleria.
Aquest nou mur s'estenia per l'oest de la ciutat de Castelló, abastant el que actualment es coneix com les rondes de la Magdalena i del Millars, arribant fins al conegut portal de Sant Francesc; mentre, per l'est, el recinte emmurallat s'estenia pel carrer Guitarrista Tàrrega, la part baixa del carrer Governador i finalment, el carrer de les Moreres, arribant fins al portal de Sant Roc.
També hi ha altres restes documentats per excavacions arqueològiques realitzades a la ciutat, uns es localitzen en l'anomenada Plaça Dolçainer de Tales i altres entre els carrers Prim i Marquès de l'Ensenada. Les primeres han permès documentar el tram de fossat de la muralla  carlina, el qual recorre la plaça orientat de nord-est a sud-oest. També s'ha aconseguit documentar l'existència d'una séquia, anomenada de Coscollosa, que pot datar-se al segle xiv.